# Four Songs
Four Songs(《포 송스》)는 미국의 팝 록 밴드 마룬 5의 키보디스트 제시 카마이클의 솔로 음반 EP이다. 1863이라는 예명을 사용하였다.

## 제작진
- 프로듀서: 제시 카마이클
- 메인 보컬: 제시 카마이클
- 피아노: 제시 카마이클